# Археографические комиссии
Археографи́ческие коми́ссии — учреждения в Российской империи, СССР и России, целенаправленно занимавшиеся научным описанием и изданием письменных исторических источников.

## История
Впервые Археографическая комиссия была открыта в 1834 году при департаменте народного просвещения в Санкт-Петербурге под председательством П. А. Ширинского-Шихматова в составе Я. И. Бередникова, К. С. Сербиновича, П. М. Строева (фактический руководитель) и Н. Г. Устрялова для издания документов, собранных Археографической экспедицией Академии наук (1828—1834). В 1837 году утверждена как постоянное научное учреждение, принят устав. На комиссию возложены обязанности по выявлению и изданию исторических источников по русской истории с древнейших времён до конца XVII века. В 1839 году ей было поручено и издание документов по отечественной истории, написанных на иностранных языках. Основным печатным изданием была «Летопись занятий Археографической комиссии».
Комиссия продолжила свою деятельность и после революции 1917 года. С 1918 года находилась в ведении Наркомпроса РСФСР. В 1922 году Петроградская Археографическая комиссия была переведена в ведение Российской Академии наук. В 1926 году объединена с Постоянной исторической комиссией АН в Историко-археографическую комиссию при АН СССР. В 1931 году переименована в Историко-археографический институт (ИАИ). В 1936 году институт был ликвидирован. На базе ИАИ, а также Ленинградского отделения Комакадемии и Института книги, документа и письма АН СССР появилось Ленинградское отделение Института истории (ныне Санкт-Петербургский институт истории РАН). В 1956 году Археографическая комиссия была воссоздана при Отделении истории АН СССР в Москве. Современная Археографическая комиссия входит в состав Института славяноведения РАН, её печатным органом является «Археографический ежегодник».

## Руководители Археографической комиссии
- акад. П. А. Ширинский-Шихматов (1837—1850)
- В. Д. Комовский (1850—1851)
- акад. А. С. Норов (1851—1869)
- П. А. Муханов (1869—1871)
- В. П. Титов (1872—1891)
- акад. А. Ф. Бычков (1891—1899)
- акад. Л. Н. Майков (1899—1900)
- С. Д. Шереметев (1900—1917)
- акад. С. Ф. Платонов (1918—1929)
- акад. Н. П. Лихачёв (1929, и. о.)
- акад. П. Н. Сакулин (1929—1930)
- акад. М. Н. Покровский (1930—1932)
- член-корр. АН СССР С. Г. Томсинский (1932—1935)
- акад. М. Н. Тихомиров (1956—1965)
- член-корр. АН СССР В. И. Шунков (1965—1967)
- д.и.н. С. О. Шмидт (1968—2002)
- член-корр. РАН С. М. Каштанов (с 2002)

В середине XIX века наряду с Петербургской Императорской Археографической комиссией создана Киевская, ставшая первой в ряду украинских комиссий, а также Виленская и Кавказская (в Тифлисе) археографические комиссии. В 1896 году аналогичная комиссия была образована также при Московском археографическом обществе.

## Императорская археографическая комиссия
Первый камень для основания комиссии положил Н. М. Карамзин. В исторической записке, читанной Л. Н. Майковым на 50-летнем юбилее комиссии 8 января 1885 года говорилось: «Великий исторический труд Карамзина пробудил в нашем отечестве любознательность и усердие к историческим изысканиям, а просвещённое покровительство графа Н. П. Румянцева трудам по отечественному дееписанию повело к открытию и обнародованию огромного количества памятников». Графу Н. П. Румянцеву мы обязаны научно выполненным изданием наших актов. С 1813 года на его средства начало издаваться знаменитое «Собрание государственных грамот и договоров», приготовленное, под главным наблюдением сперва Н. Н. Бантыша-Каменского, а потом А. Ф. Малиновского, трудами К. Ф. Калайдовича и П. М. Строева; на его средства также предпринято было издание целого ряда важных актов: «Судебники», «Софийский временник», «Памятники русской словесности XII в.», «Грамоты, собранные в Пермской губернии», «Белорусский архив». В 1828 году П. М. Строев обратился в Академию наук с предложением снарядить археографическую экспедицию для обозрения, разбора и описания с возможною точностью всех монастырских. соборных, духовно-училищных и прочих собраний рукописей. Академия наук одобрила эту мысль и по предложению своего президента, гр. С. С. Уварова, решилась снарядить археографическую экспедицию в Северную и Среднюю Россию. На совершение этого путешествия Академия полагала около семи лет; на путевые издержки назначила из собственных средств по 10 т. руб. ассигнациями в год и избрала начальником экспедиции П. М. Строева. Государь император Николай Павлович предложение академии утвердил 14 июля 1828 года, а в марте следующего года Строев уже выехал с 2 своими помощниками по экспедиции; путешествие было затруднительно, архивы были в беспорядке и хранились небрежно, а некоторые лица, боясь ответственности за плохое содержание документов, перед приездом экспедиции их сжигали. За 6 лет (1829—1834) экспедиция объехала 14 губерний (не южнее Москвы) и осмотрела более 200 библиотек и архивов. П. М. Строев с своим достойным помощником Я. И. Бередниковым собрали до 3 т. актов исторических и юридических и составили каталог рукописей и старопечатных книг, хранящихся в монастырских библиотеках. Для издания актов, собранных археографическою экспедициею, была открыта Археографическая комиссия. Первоначально комиссия состояла, под председательском князя П. А. Ширинского-Шихматова, из членов К. С. Сербиновича, П. М. Строева, Н. Г. Устрялова и Я. И. Бередникова. К этим лицам вскоре присоединились ещё трое: В. Д. Комовский, А. А. Краевский и С. М. Строев. Устав А. комиссии был утверждён 18 февраля 1837 года. На основании этого устава комиссия издаёт следующие источники отечественной истории: 1) сочинения, составляющие славяно-русскую литературу, собственно исторического содержания, то есть летописи, хронографы, степенные книги, сказания и другие рукописи, в непосредственной связи с историей стоящие; 2) акты государственно-юридические, как то: грамоты, уставы, наказы, судные дела, розыски и т. п. документы, объясняющие законодательство, управление и судопроизводство, также родословные, разрядные и писцовые книги, статейные списки и проч. Притом ряд издаваемых комиссиею документов не должен был восходить позже 1700. Комиссии поручено также занятие русскою нумизматикою, а в 1838 году ей же поручено и издание исторических документов на иностранных языках, относящихся к русской истории. Комиссия поручила своему члену Бередникову осмотр: библиотек Императорской публичной, Академии наук и Эрмитажа и Румянцевского музея для извлечения из них исторических документов. Комиссия истребовала старинные документы, хранящиеся в архивах и библиотеках тех губерний, где не была экспедиция. Богатые коллекции получены из верхотурского и якутского архивов. В московских архивах для комиссии работали М. А. Оболенский, доставивший документы из московского главного архива мин. иностр. дел, П. М. Строев, Н. И. Костомаров, А. И. Тимофеев и др. С. Р. Матвеев выбрал акты из архивов Астраханской губернии; П. И. Мельников с тою же целью работал с успехом в Н. Новгороде, Г. Ф. Карпов и E. E. Замысловский осматривали по поручению комиссии архив и библиотеку Флорищевой пустыни; М. И. Семевский совершил с археографическою целью путешествие по России. В иностранных архивах работали А. И. Тургенев, Я. Ф. Головацкий, проф. Соловьёв и др., доставившие много интересных актов (издано несколько томов).
Переходя к изданиям комиссии, мы прежде всего должны были остановиться на массе драгоценных документов, изданных под именем актов, но о них см. слово «Акты». Особенно важно для историка «Полное собрание русских летописей», которого издано несколько томов. Достаточно указать на то, что «Повесть временных лет» издана по 3 древним спискам: Лаврентьевскому, Ипатьевскому и по Синодальному — 1-й Новгородской летописи (посредством светопечати). Комиссия издала ещё не напечатанные летописи: Ипатьевскую пустынскую, Новгородские — 2, 3, и 4, Псковскую, Александровско-Невскую и т. д. Над летописями работали: М. П. Погодин, А. Ф. Бычков, А. И. Тимофеев, П. П. Саваитов и др. лица. Член комиссии проф. К. Н. Бестужев-Рюмин написал весьма важное сочинение о составе древних летописей, а член её М. А. Веневитинов о «Данииловом хождении в Святую Землю»; П. М. Строев напечатал «Списки иерархов и настоятелей монастырей Российской церкви» — весьма важное пособие для хронологических определений. Весьма важен труд известного академика А. А. Куника «Сравнительные хронологические таблицы», служащие пособием при критическом разборе и поверке русской истории с византийскою. Комиссия издаёт «Русскую историческую библиотеку», которой вышло 12 томов. В этой библиотеке помещены памятники русского церковного законодательства, западно-русской полемической литературы, акты Иверского монастыря и т. д. В печатаемом теперь томе «Исторической библиотеки» будут помещены интересные документы, касающиеся Архангельской и Устюжской епархии, собранные знатоком истории нашей церкви и её хозяйства П. К. Зинченко во время его путешествия по северу России. Весьма важное издание комиссией Великих Миней-Четиих, собранных всероссийским митрополитом Макарием. Пока они изданы только за сентябрь (к ним издан указатель) и за октябрь. Комиссия издала в 5 выпусках собрание русских медалей с XV по XIX век и медальоны в память военных событий: 1812, 1813, 1814 и 1815 годов, скомпонованные графом Ф. П. Толстым. В настоящее время в трудах комиссии, как члены, принимают участие А. Н. Труворов и почтенные академики: А. Ф. Бычков, А. А. Куник, В. Г. Василевский, К. Н. Бестужев-Рюмин, Л. Н. Майков, многие профессора и т. д. 56 лет существует комиссия, и она много сделала для истории, но её рукописные собрания настолько велики, что работы хватит ещё на много лет. В заключение краткого очерка деятельности комиссии мы приведём список тех изданий, о которых не упоминалось ни здесь, ни в статье «Акты».
1. «Указатель к первым 8 томам полного собрания русских летописей»,
2. «Документы, объясняющие историю Западно-Русского края» (с 3 картами),
3. «Историческое исследование о Западной России»,
4. «Дневник Люблинского сейма 1569»,
5. «Сказания иностранных писателей о России», (2 тома),
6. «Сказание Масси и Геркмана о смутном времени в России» (с портретом Масси, планом Москвы 1606 и рисун. дворца Лжедимитрия I),
7. «Записки о Московской войне» Рейнгольда Гейденштейна,
8. «Путешествия игумена Даниила по Св. Земле, в начале XII в.»,
9. «Путешествие новгородского архиепископа в Царьград в конце XII в.»,
10. «О России в царствование Алексея Михайловича», современное сочинение Гр. Котошихина (выдержало 3 издания),
11. «Писцовые книги Новгородские» (4 т.), «Ижорской земли» (от. II, с картой),
12. «Летописн. занятия (8 выпусков) и протоколы заседаний археографической комиссии» (2 вып.),
13. «Сказания о князьях и царях земли Русской»,
14. «Чертёжная книга Сибири 1701 г.», изд. посредством фотолит. (с прил.),
15. «Описание рукописей археографической комиссии»,
16. «Указатель к Степенной книге, с родословными росписями русских князей»,
17. «Розыскные дела о Фёдоре Шакловитом и его сообщниках» (3 тома),
18. "Указатель, дополнения и примечание к VII тому «Исторической библиотеки».

В комиссии можно получать ещё следующие книги (труды её членов, сотрудников и т. д.): 1) «Записки гетмана Жолкевского о Московской войне», 2) «Что желательно для русской истории», 3) «Сборник князя Хилкова»,4) «Памятники сибирской истории XVIII в.» (2 тома). Члены Археографической Комиссии напечатали так много важных исторических трудов, что нет возможности их тут перечислить. Упомянем, что председателями комиссии были: кн. Н. А. Ширинский-Шихматов, А. С. Норов, П. А. Муханов. Председателем комиссии теперь В. В. Титов. Заступает его место академик А. О. Бычков. Среди правителей дел упомянем: С. М. Строева, академика М. Л. Коркунова, А. К. Тимофеева и академика Л. Н. Майкова (состоит правителем дел и теперь).

### Акты Императорской Археографической комиссии
Эта комиссия издала:
- «Акты исторические» (самый ранний акт 1334 года и самый поздний 1699 года); было издано 5 томов.
  - «Дополнения к Актам историческим»; было издано 12 томов; акты начинаются с X и кончаются XVII веком.
- Акты, собранные археографическою экспедициею, 3 тома (1294—1645).
- Акты исторические, относящиеся к России, на иностранных языках, извлечённые из иностранных архивов и библиотек А. И. Тургеневым, 2 т. (1216—1679).
  - Дополнения к этим актам в 1 томе, заключают в себе акты с 1581 по 1700 год.
- Акты, относящиеся до юридического быта древней России, 3 т. с XIII по первую четверть XVIII века.
- Акты Южной и Западной России, 14 томов, с XIV до XVIII века.
- Акты, относящиеся до истории Западной России, 5 т. (1340—1699).
- Русско-ливонские акты, 1 т. (с XII века, кончаются 1578 годом).
- Кунгурские акты, 1 том (1668—1699).
- Акты юридические, или собрание форм старинного делопроизводства, 1 том (с XV до XVIII века; изд. 1838).

## Виленская археографическая комиссия
Обилие актов и документов Виленского центрального архива (19244 актовых книг) и желание исследовать прошлое Литвы, которая и в старину принадлежала России, вызвали после 1863 года учреждение особой комиссии для разбора в городе Вильне древних актов. Комиссия начала свои действия 12 апреля 1864 года. По штату на её содержание отпускалось из государственного казначейства 9200 руб. К началу XX века комиссия состояла из председателя (Ю. Ф. Крачковского), 3 членов (К. И. Снитко, Ф. Н. Добрянского, И. Я. Спрогиса) и причисленного к комиссии с жалованьем члена В. М. Площанского. С начала своего существования комиссия состояла под председательством П. В. Кукольника, П. А. Бессонова (1865—1866) и исполнявшего должность предстателя И. А. Никитина (1866—1867). 22 декабря 1867 года высочайшим указом председателем комиссии был определён известный учёный Я. Ф. Головацкий, который занимал это место до своей смерти. Преемником его был избран Ю. Ф. Крачковский, назначенный председателем 1 июня 1888 года; 20 лет Я. Ф. Головацкий был председателем комиссии и за исключением 2 первых томов актов (1 тома — Ревизии пущ и тома Хронологических таблиц), изданных до него, и XV т. актов, изданного после его смерти, все труды комиссии изданы при нём. Имя Я. Ф. Головацкого нераздельно связано с комиссией, и его заслуги для неё неоценимы. Первые члены комиссии: И. А. Никитин, Н. И. Горбачевский и свящ. А. Тухолко занимались разбором книг и составили план своих занятий. Акты, которые написаны по-польски, решено печатать в подлиннике и снабдить переводом на русский язык; для издания выбирать: 1) Акты, выясняющие элемент православия в Западном крае, 2) Акты, касающиеся администрации Западного края в разных эпохах существования великого княжества (быт крестьян, мещан, евреев и других сословий), 3) Акты юридические и этнографические. Член комиссии и начальник Виленского центрального архива Н. И. Горбачевский составил весьма важное пособие для лиц, занимающихся разбором книг: «Краткие таблицы, необходимые для истории, хронологии, вообще для всякого рода археологических исследований и в частности для разбора древних актов и грамот Западного края России и Царства Польского» (17 таблиц и 49 страниц объяснительного текста). Им же в 1869 году составлен «Археологический календарь на 2 тысячи лет (325—2324) по Юлианскому счислению и на семьсот сорок два года (1583—2324) по Григорианскому счислению». К календарю приложены: 1) Синхроническая таблица российских государей, польских королей и литовских великих князей и 2) литовско-польская метрология с переводом её на русскую. Я. Ф. Головацкий издал очень ценное пособие для занимающихся палеографией: «Сборник палеографических снимков с древних грамот и актов, хранящихся в Виленском центральном архиве и Виленской публичной библиотеке, 1432—1548» (вып. I, Вил., 1874, in folio, с. VIII, 45, XXX листов снимков, 59 номеров). Кроме Я. Ф. Головацкого, очень много поработали её члены: Н. И. Горбачевский, С. В. Шолкович, а также И. Я. Спрогис (он же начальник центрального архива) и Ф. Н. Добрянский; новый председатель комиссии Ю. Ф. Крачковский энергично продолжил дело своего предшественника, и им было издано 2 тома актов. Все тома актов, изданных комиссией, перечислены под словом «Акты», и мы упомянем здесь только другие издания комиссии: 1) «Ревизия королевских пущ в быв. великом княжестве Литовском Григория Воловича, 1509» (с алфавитным указателем); 2) «Ординация королевских пущ в быв. великом княжестве Литовском, 1641» (подлинник с русским переводом и алфавитным указателем); 3) «Писцовая книга Пинского староства Лаврина Воина, 1561—66» (с русским переводом и алфавитным указателем); 4) «Ревизия Кобринской экономии, 1563»; 5) «Писцовая книга Гродненской экономии, XVI в.» (2 ч); 6) «Писцовая книга Пинского и Клецкого княжеств Станислава Хвальчевского, 1552—1555». Надо отметить ещё работы Н. И. Горбачевского: 1) «Каталог древним актовым книгам губерний: Виленской, Гродненской, Минской и Ковенской, также книгам некоторых судов губерний: Могилёвской и Смоленской, хранящимся в центральном архиве в Вильне», 2) «Словарь древнего актового языка Северно-Западного края и Царства Польского» — необходимое пособие для читающих акты этого края, и члена комиссии Ф. Н. Добрянского: «Описание рукописей Виленской публичной библиотеки церковно-славянских и русских».
В 1912 Комиссию возглавил Д. И. Довгялло.
Виленская комиссия учебного округа для издания документов, относящихся к истории северо-западной России издала 10 томов «Археографического сборника» с 1867 по 1874 год. Издание её после этого года не выходило. В 1864, 1865 и 1866 годах были командированы некоторые лица по Северо-Западному краю, которые собрали много документов. В декабре 1866 года для археографических работ при Виленском учебном округе были приглашены Л. А. Гильдебрант, Ф. Г. Елеонский и А. Л. Миротворцев. Они издали 1, 2, 3 и 4 т. «Археографического сборника». В 1-й т. вошли 167 документов (1406—1800), касающихся истории церкви, политической истории и т. д. Во II томе помещены: 1) «Могилёвские акты» (1454—1794), 2) «Документы, относящиеся к истории трокских церквей» (1541—1818), 3) «Тяжба митрополита Гавриила Календы с виленским магистратом о пляцах в г. Вильне» (1671), 4) «Документы к истории церквей г. Бельска» (1633—1699) и 5) «Записки игумена Ореста» — важны для истории Могилёва, так как они основаны на документах и летописи Трубницкого. III т. составляют 143 документа (1442—1785):
1. церковно-исторического содержания,
2. политико-исторического,
3. политико-экономического и
4. социально-юридического.

в IV томе документов — 108 (1508—1612); в V томе (дополнительный), составленный О. Щербицким и А. Демьяновичем, вошли 99 документов (1502—1793) и алфавитный описательный указатель к 5 томам сборника; VI том заключает в себе 145 документов — истории церквей (1486—1764), с алфавитным указателем, составленным А. Демьяновичем, Ф. Елеонским и Ф. Смирновым. В VII том вошли 279 документов (1433—1791), собранных в Несвиже П. Гильдебрантом и А. Миротворцевым и ими изданных. В VIII томе помещены 117 документов (1495—1796) из Кейданского архива князя Радзивилла и инвентарь Упитской волости (1554), собранные Л. Ф. Лукашевичем, Ю. С. Чеховичем и Д. Ф. Кашириным и изданные О. В. Щербицким. IX том, изданный А. П. Демьяновичем, заключает в себе хронику двух монастырей: Супрасльского и Коложского. В него вошло 123 документа Супрасльского монастыря (1505—1829) и 10 документов Коложского монастыря (1492—1737). В X том вошли преимущественно материалы для истории виленского Св. Троицкого монастыря, с 1609 по 1839 год (43 документа), составлен О. В. Щербицким при участии Ф. Добрянского. Все тома снабжены указателями, а польские документы и переводами на русский язык. Кроме «Археографического сборника», округ издал «Достопримечательности северо-западной Руси», напечатанные под наблюдением академика И. П. Трутнева (в. I, 1867, 22 рисунка), и «Туровское Евангелие XI века» (хромолитографировано в 1868 году в Петербурге). Изданию «Археографического сборника» оказали содействие попечители Виленского учебного округа И. П. Корнилов, П. Н. Батюшков и И. А. Сергиевский, которые доставили средства на издание, а И. П. Корнилову сборник обязан своим возникновением. А. В. Зосимский, А. М. Сазонов, быв. ректор Литовской семинарии Иосиф (впоследствии епископ) собрали много документов и оказали помощь комиссии.

### Акты Виленской археографической комиссии
Вышло 39 томов. Их содержание: том 1) Акты Гродненского земского суда с XVI по XVII в.; 2) Акты Брестского земского суда XVI—XVIII вв.; 3 и 4) Акты Брестского городского суда XVI—XVIII вв. 5) Акты Брестского и Городнянского городских судов с присовокуплением привилегий на землевладение в Брестской и Кобринской экономиях с XVI по XIX в.; 6) Акты Брестского городского суда (поточные), Брестского подкоммерческ. суда, Брестской, Кобринской и Каменецкой магдебургии XVI—XVIII вв. 7) Акты Гродненского городского суда (1509—1762); 8) Акты Виленского городского суда (1509—1762); 9) Акты Виленского земского суда, магистрата, магдебургии и конфедерации (1493—1797); 10) Акты Виленского магистрата и магдебургии (1500—1797); 11, 12 и 13) Акты Главного литовского трибунала (1398—1797); 14) Инвентари имений XVI в.; 15) Декрет Главного литовского трибунала (1637—1686 г.); 16) Документы, относящиеся к истории Церковной Унии в России; 17) Акты Гродненского земского суда; 18). Акты о Копных судах; 19) Акты, относящиеся к истории бывшей Холмской епархии; 20) Акты, касающиеся города Вильны; 21) Акты Гродненского земского суда; 22). Акты Слонимского земского суда; 23). Акты Холмского гродского суда; 24) Акты о боярах; 25) Инвентарии и разграничительные акты; 26) Акты Упитского городского суда; 27) Акты Холмского гродского суда; 28,29) Акты о евреях; 30)Акты Трокского подкоморского суда за 1585—1613 годы; 31) Акты о литовских татарах; 32) Акты Вилкомирского гродского суда; 33) Акты, относящиеся к истории Западно-русской церкви; 34) Акты, относящиеся ко времени войны за Малороссию; 35) Инвентари староств, имений, фольварков и деревень за вторую половину XVIII века (1751—1789); 36) Акты Минского гродского суда 1582—1592 гг.; 37) Документы и материалы, относящиеся к истории Отечественной войны 1812 г.; 38) Инвентари староств, имений, фольварков и деревень XVIII века (1720—1798); 39) Акты Могилёвского магистрата XVI в. 1578—1580 гг.

## Кавказская археографическая комиссия
После присоединения Кавказа в архиве Главного управления наместника кавказского накопилось такое множество дел, что их необходимо было разобрать. В это время во главе гражданского управления Кавказа стоял просвещённый А. П. Николаи (впоследствии министр народного просвещения). Он возбудил вопрос об основании Кавказской археографической комиссии, на которую следовало возложить разбор дел архива и извлечение из архива таких документов, которые имели бы историческое значение для прошлого Кавказа. А. П. Николаи составил проект устава комиссии, одобренный его императорским высочеством августейшим наместником Кавказа великим князем Михаилом Николаевичем, который на докладе о комиссии написал: «Вполне сочувствую этому полезному учреждению и одобряю этот проект». В апреле 1864 года положение и штат комиссии высочайше утверждены. Первым председателем назначен известный учёный А. П. Берже, избравший себе сотрудниками Мирзу Фатали Ахундова (переведшего все восточные документы, вошедшие в первый том), И. Г. Берзенова (переведшего грузинские гуджары, вошедшие в первый том), но особенно ценно было участие в трудах комиссии грузинского историка и археолога Д. З. Бакрадзе. В актах комиссии он поместил капитальное исследование — «Кавказ в древних памятниках христианства». Этот исследователь уже с VII тома не принимал участия в изданиях комиссии. Комиссия открыла свои действия ознакомлением с архивом Главного управления Кавказа, который был в беспорядке. Прежде была попытка привести его в порядок, но она не была окончена. В 1843 году была образована под председательством генерала Нейдгардта комиссия, которая, разобрав архив, представила в августе 1864 года доклад. В нём сообщалось, что дел в архиве оказалось 43514 и 877 переплетённых книг (дела 1827 года) и что признаётся возможным уничтожить 32538 д. и 249 кн., а оставить 10538 д. и 628 книг. Генерал Нейдгардт оставил эти дела на год и поручил архивариусу донести, сколько в течение года понадобилось навести справок в тех делах, которые предполагалось уничтожить. Дел для справок понадобилось 98, и генерал Нейдгардт оставил все дела в архиве. В 1866 году комиссия под председательством А. П. Берже уничтожила 34792 дела. В начале XX века в архиве главного управления хранилось более 350 тысяч дел. Бюджет комиссии составлял тогда 8710 руб. Она состояла из председателя и одного члена и издала XI томов актов.
В 1886—1892 годах председателем комиссии был Дмитрий Аркадьевич Кобяков.
Значительная стоимость издания актов возбудила вопрос о закрытии археографической комиссии. При штабе войск Кавказского военного округа состоит военно-исторический отдел, который издал несколько ценных томов по истории кавказских войн. Во главе этого отдела стоит генерал И. С. Чернявский. Этот отдел для извлечения документов из архивов командировал нескольких лиц и перевёз в Тифлис старинные архивы: кизлярский, георгиевский и др. В архиве же главного управления — дела только с 1801 года; противники комиссии указывали на более успешную деятельность отдела перед нею, на дороговизну её изданий (печатный лист сборника обходился отделу в 170 р., а комиссии лист её актов стоит до 278 р.) и на ненаучное издание актов и т. д.

### Акты Кавказской археографической комиссии
В 1 томе помещены гуджары и другие акты на грузинском, арабском, персидском и турецком языках, с 1398 по 1799 год. Каждый акт сопровождался русским переводом, а во 2 части этого тома помещено «Кавказ и Закавказье во второй половине XVIII в. за время управления генерал-лейтенанта К. Ф. Кноринга» (1762—1802). Как эта часть, так и в последующих томах материалы для управления Кавказом помещаются в сыром виде. Акты, документы и т. д. помещаются без изменений и всегда с переводом на русский язык. Во 2 томе помещены акты и документы за время управления Кавказом кн. П. Д. Цицианова (1802—1806). В приложении к этому тому напечатаны Кайтахские рукописи на арабском (4 рук.), персидском и турецком языках. Древнейшая рукопись, на арабском языке, списана в 1620 году с хроники, составленной в 922 году, на персидском языке 48 фирманов и древнейший из них 1462 г. и на турецком языке 13 фирманов — самый древний из них относится к султану Махмеду (1730—1754); 2) Документы на персидском и татарском языках (1562—1747); 3) Документы на русском, грузинском и армянском языках (1733—1803); 3 том, «Кавказ и Закавказье в управление графа И. В. Гудовича» (1806—1809); 4 том, «Управление генерала от кавалерии А. П. Тормасова» (1809—1811); 5 т., «О времени управления Кавказом маркиза Ф. О. Паулуччи и генерала от инфантерии Н. Ф. Ртищева» (1811—1816). В приложении к этому тому напечатана замечательная статья Д. З. Бакрадзе «Кавказ в древних памятниках христианства». Автор собрал все, что касается древнейших храмов на Кавказе. Многие из этих памятников им изучены на месте. Продолжение этого весьма важного труда напечатано в VI томе актов. Кроме того, к этому тому приложены родословные таблицы ханов ширванских, бакинских, текинских и елисуйских султанов; том VI, в 2 частях, заключает в себе время управления Кавказом генерала А. П. Ермолова (1816—1827); том VII — управление генерал-фельдмаршала графа И. Ф. Паскевича-Эриванского (1827—1831); т. VIII — управление барона Г. В. Розена I (1831—1837); том IX — управление генерал-адъютанта Е. А. Головина (1837—1842); том X — за время управления кн. М. С. Воронцова (1842—1854) и том XI — управление генерал-адъютанта Н. Н. Муравьёва (1854—1856).

## Киевская археографическая комиссия
Киевская археографическая комиссия стала первым всеукраинским институтом по выявлению, изучению и публикации источников по истории Украины. Была образована в 1843 году для сбора и публикации документальных материалов при канцелярии Киевского, Подольского и Волынского генерал-губернатора. Она занималась поиском документов в архивах местных судебно-административных учреждений, магистратов, монастырей, у частных лиц. Собранные документы создали ядро Киевского центрального архива древних актов (1852). В 1921 году комиссия была преобразована в Археографическую комиссию ВУАН.

## Археографическая Комиссия Академии наук УССР
Научное учреждение, образованное в Киеве в 1919 году для руководства публикаций документальных материалов по истории Украины. В 1921 году в Археографическую комиссию влилась Временная комиссия для разбора древних актов. В 1936 реорганизована в отдел археографии Института истории АН УССР. Издавался «Украинский археологический сборник» (т. 1—3, 1926—1930), Украинский архив (т. 1—4, 1929—1931) и другие публикации по истории Украины.

## Комиссия по историческому изучению восточно- и западнопрусских земель
В 1923 г. в Кёнигсберге была создана Комиссия по историческому изучению восточно- и западнопрусских земель (Historische Kommission für ost- und westpreußische Landesforschung). Она осуществляла свою деятельность до второй мировой войны. Комиссия возобновила работу в 1950 г. (сперва в Гёттингене, позднее в Гамбурге). Её заслугой стало введение в оборот множества письменных источников по истории нынешней Калининградской области России.